# Bellapiscis medius
Bellapiscis medius е вид бодлоперка от семейство Tripterygiidae. Видът не е застрашен от изчезване.

## Разпространение и местообитание
Разпространен е в Нова Зеландия (Северен остров, Чатъм и Южен остров).
Среща се на дълбочина около 0,4 m.

## Описание
На дължина достигат до 7,5 cm.